# Javier Hernández Cabrera
Javier "Javi" Hernández Carrera (nascut el 2 de maig de 1998) és un futbolista professional andalús que juga com a central o lateral esquerre al CD Leganés de la Lliga.

## Carrera
Nascut a Jerez de la Frontera, Cadis, Andalusia, Hernández es va incorporar a l'equip juvenil del Reial Madrid el 2013, procedent del Sevilla FC. El 17 de juliol de 2017, després d'acabar la seva formació, va ser cedit al CD El Ejido de Segona Divisió B per un any.
Hernández va fer el seu debut com a sènior el 27 d'agost de 2017, començant el partit i marcant el primer gol del seu equip en un empat 3-3 a casa contra el FC Cartagena. Va acabar la campanya com a titular indiscutible, contribuint amb dos gols en 33 partits.
El 13 de juliol de 2018, Hernández va ser cedit al Real Oviedo Vetusta també a la tercera divisió, fins al final de la temporada. Va debutar amb el primer equip l'11 de setembre, començant com a titular en una derrota per 1-0 a casa contra el RCD Mallorca per a la Copa del Rei de la temporada.
Hernández va marcar el seu primer gol com a professional el 7 de gener de 2019, marcant el primer gol en la victòria fora de casa per 3-2 contra el CD Numància a Segona Divisió. En tornar, va ser destinat a l'equip B del Reial Madrid a la tercera divisió.
El 28 de setembre de 2020, Hernández va acordar un contracte de quatre anys amb el CD Leganés a la segona divisió. El 19 d'agost de 2022 va ser cedit per la temporada al Girona FC de la Lliga.
Hernández va debutar a la categoria principal del futbol espanyol el 22 d'agost de 2022, jugant els últims 21 minuts en una victòria a casa per 3-1 davant el Getafe CF. Va marcar el seu primer gol a la divisió el 17 de febrer següent, marcant el quart del seu equip en un gol de 6-2 a casa de la UD Almeria.
El 5 de juliol de 2023, Hernández va renovar el seu contracte amb el Lega fins al 2026, i va ser cedit al Cádiz CF també a la màxima categoria per un any.

## Palmarès
Reial Madrid
- La Lliga: 2019-20

Reial Madrid sub-19
- Divisió d'Honor Juvenil : 2016–17[9]
- Copa del Rei Juvenil: 2017[9]